# ژیل روندی
ژیل روندی (به انگلیسی: Gilles Rondy) (زادهٔ ۴ سپتامبر ۱۹۸۱) شناگر اهل فرانسه است.